# Bamendalelvliegenvanger
De bamendalelvliegenvanger (Platysteira laticincta) is een zangvogel uit de familie Platysteiridae (lelvliegenvangers). De vogel werd in 1926 geldig beschreven door  George Latimer Bates. Deze vogel was afkomstig uit een collectie vogels uit Nord-Ouest, een regio in Kameroen met als hoofdplaats Bamenda waarnaar de Nederlandse naam verwijst. Het is een bedreigde, endemische vogelsoort in Kameroen.

## Kenmerken
De vogel is 13 cm lang. Het is een kleine zwart-witte vliegenvanger, met een duidelijk rood lelletje boven het oog. De vogel is van boven diep blauwzwart, van onder helder wit met een brede zwarte borstband en geen wit op de vleugels.

## Verspreiding en leefgebied
Deze soort is endemisch in zuidwestelijk Kameroen. De leefgebieden liggen in natuurlijke bossen op hellingen en langs beken of in droge beekdalen op hoogten tussen 1800 en 2400 meter boven zeeniveau.

## Status
De bamendalelvliegenvanger heeft een beperkt verspreidingsgebied en daardoor is de kans op uitsterven aanwezig. De grootte van de populatie werd in 2016 door BirdLife International geschat op 2500-10.000 volwassen individuen en de populatie-aantallen nemen af door habitatverlies. Het leefgebied wordt aangetast door ontbossing, waarbij natuurlijk bos wordt omgezet in gebied voor agrarisch gebruik en het hout als brandstof wordt gebruikt. Om deze redenen staat deze soort als bedreigd op de Rode Lijst van de IUCN.